# Herrgårdspion
Herrgårdspion (Paeonia × hybrida) är en förmodad hybrid i familjen pionväxter mellan dillpion (P. tenuifolia) och sibirisk pion (P. anomala). Den är en vanlig trädgårdsväxt i Sverige. Hybriden förväxlas ofta med dillpion, men den arten är lägre och har smalare delblad. Hybriden förekommer i naturen på platser där båda föräldraarterna finns, och den har också framtagits i kultur. Det förekommer flera kloner i odling med något olika karaktärer. 
Det vetenskapliga namnet är omtvistat och ibland används Paeonia × bergiana, vilket dock är ogiltigt i vetenskaplig mening. Peter von Pallas använde namnet Paeonia hybrida vid tre olika tillfällen, för tre olika växter och det har visat sig svårt att fastställa vilken växt som har rätt till namnet. Herrgårdspionens rätta identitet förvirras ytterligare av att det förekommer populationer av dillpion på Krimhalvön, som är förvirrande lika de plantor som odlas i Sverige. Plantorna från Krim kallas ibland P. tenuifolia subsp. biebersteiniana.
De flesta svenska exemplaren härstammar från en planta som upptäcktes i Bergianska Trädgården omkring 1920. Den växte intill exemplar av dillpion och sibirisk pion och anses därför tillhöra denna hybrid. Klonen kallas 'Bergius'.

### Webbkällor
- Svensk Kulturväxtdatabas
- Carsten Burkhardt's Web Project Paeonia